# Xyleutes strix
Xyleutes strix is een vlinder uit de familie van de houtboorders (Cossidae). De wetenschappelijke naam is gepubliceerd in 1758 door Linnaeus in de tiende editie van Systema naturae als Phalaena (Noctua) strix.